# Venkarai
Venkarai es una ciudad y nagar Panchayat situada en el distrito de Namakkal en el estado de Tamil Nadu (India). Su población es de 9330 habitantes (2011).

## Demografía
Según el censo de 2011 la población de Venkarai era de 9330 habitantes, de los cuales 4565 eran hombres y 4765 eran mujeres. Venkarai tiene una tasa media de alfabetización del 73,38%, inferior a la media estatal del 80,09%: la alfabetización masculina es del 84,52%, y la alfabetización femenina del 62,84%.